# Nate Richert
Nathaniel Eric "Nate" Richert, född 28 april 1978 i Saint Paul, Minnesota, är en amerikansk skådespelare mest känd för sin roll som Harvey i serien Sabrina tonårshäxan.